# Delitoon
Delitoon és una plataforma web francesa per a la lectura de webcòmics gestionada per l'editorial homònima i dirigida per Didier Borg. És la plataforma que introduí el webtoon a França i portà a l'èxit el còmic Lastman, creat per Bastien Vivès, Balak i Michaël Sanlaville.
Des del 2009, baix la influència dels webtoons sud-coreans es va anar desenvolupar el projecte. El 2010 l'editorial gestora fou creada. La plataforma fou llançada el 2011. L'aparició de la plataforma s'emmarca dins l'auge del còmic digital. Fins a octubre del 2015 va experimentar el model de negoci on la lectura era gratuïta. El 2015 proveïa 40 còmics coreans i tres francesos. A partir d'octubre del 2015, amb l'adquisició d'un 30% de Delitoon per part de l'empresa sud-coreana Daou Technology, el model fou de pagament freemium. El 2016 incorporà deu nous títols sud-coreans i fou redissenyada la web. Eixe mateix any la plataforma tingué una aplicació mòbil per a Android i a finals d'eixe any tingué un acord amb KidariEnt, una productora sud-coreana de còmics i produccions audiovisuals.
El febrer de 2017 Delitoon va signar un acord de cooperació amb l'empresa xinesa Sina Weibo. L'acord permet l'entrada de còmics xinesos (de Weibo Comics) a la plataforma Delitoon i la creació de còmics fets per la col·laboració entre xinesos i francesos. El webcòmic francès Philocomix de Rue de Sèvres es va llançar a Delitoon el 2018. A partir del maig de 2020, el lloc acull la seva sèrie exclusivament en francès.